# Frontière entre la Caroline du Nord et la Géorgie
La frontière entre la Caroline du Nord et la Géorgie est une frontière intérieure des États-Unis délimitant les territoires de la Caroline du Nord au nord et de la Géorgie au sud.